# Hiltonia
Hiltonia és una població dels Estats Units a l'estat de Geòrgia. Segons el cens del 2000 tenia 421 habitants.

## Demografia
Segons el cens del 2000, Hiltonia tenia 421 habitants, 134 habitatges, i 101 famílies. La densitat de població era de 94 habitants/km².
Dels 134 habitatges en un 35,1% hi vivien nens de menys de 18 anys, en un 41,8% hi vivien parelles casades, en un 26,9% dones solteres, i en un 24,6% no eren unitats familiars. En el 19,4% dels habitatges hi vivien persones soles el 7,5% de les quals corresponia a persones de 65 anys o més que vivien soles. El nombre mitjà de persones vivint en cada habitatge era de 3,14 i el nombre mitjà de persones que vivien en cada família era de 3,63.
Per edats la població es repartia de la següent manera: un 33,5% tenia menys de 18 anys, un 11,2% entre 18 i 24, un 22,8% entre 25 i 44, un 22,3% de 45 a 60 i un 10,2% 65 anys o més.
L'edat mediana era de 30 anys. Per cada 100 dones de 18 o més anys hi havia 84,2 homes.
La renda mediana per habitatge era de 14.464 $ i la renda mediana per família de 16.667 $. Els homes tenien una renda mediana de 18.125 $ mentre que les dones 12.308 $. La renda per capita de la població era de 6.845 $. Entorn del 48% de les famílies i el 49,1% de la població estaven per davall del llindar de pobresa.

## Poblacions més properes
El següent diagrama mostra les poblacions més properes.